# Хартман IV фон Кирхберг
Хартман IV фон Кирхберг (на немски: Hartmann IV von Kirchberg-Körsch; † сл. 1220) е граф на Кирхберг и на замък Кьорш на дясно от река Кьорш в регион Щутгарт.

## Произход
Произлиза от швабската благородническа фамилия фон Кирхберг близо до Улм. Той е най-големият син на граф Ото III фон Кирхберг-Бранденбург († сл. 1194/сл. 1239) и съпругата му с неизвестно име. Внук е на Ото II фон Илергау († 1189), граф на Хоенберг, Кирхберг и в Илергау.

## Фамилия
Хартман IV фон Кирхберг се жени за фон Кьорш, внучка на граф Улрих I фон Берг († 1209), сестра на граф Енгино фон Айхелберг († пр. 1231), дъщеря на Диполд фон Кьорш-Айхелберг († сл. 1220). Те имат една дъщеря:
- фон Кирхберг, омъжена за граф Конрад фон Вюртембург-Грюнинген († 1228/1239), син на граф Хартман фон Вюртемберг († ок. 1240)